# 曇天に笑う
『曇天に笑う』（どんてんにわらう）は、唐々煙による日本の漫画。『月刊コミックアヴァルス』（マッグガーデン）2011年3月号から2013年6月号まで連載された。略称は「曇天」「曇笑」。
2014年よりアニメ化や舞台化、実写映画化などのメディアミックスが行われている。

## ストーリー
1878年（明治11年）。明治維新以降、日本国内は士族反乱などで多くの犯罪者を抱えるようになり、彼らの多くが送り込まれた監獄からの脱獄も後を絶たなかった。そこで政府は滋賀県の琵琶湖に浮かぶ巨木の中に絶対脱獄不可能な監獄「獄門処」を作り、重罪者を容赦なく送り込んだ。護送の最終段階となる「橋渡し」を担当するのは湖畔の大津（滋賀郡大津、現・大津市役所周辺）にある「曇神社」の曇三兄弟だった。
おりしもこの時、大津の空は300年に一度という長期の曇天が続いていた。この時現れ、人々に災いをもたらすという「大蛇（オロチ）の器」を求めて、長男・天火がかつて所属していた右大臣直属部隊「犲（やまいぬ）」が動き始めた。

## 登場キャラクター
「声」は特記の無い限りテレビアニメおよび劇場アニメの声優。また「演（舞）」は舞台の演者。「演（映）」は映画のキャスト。リンクが無い者はすべて架空の人物。

### 主要人物
曇 天火（くもう てんか）
声 - 中村悠一（幼少期 - 小澤亜李）/ 演（舞） - 玉城裕規 / 演（映） - 福士蒼汰
本作の主人公。三兄弟の長男で、曇家第14代当主。7月7日生まれ。24歳。身長175cm。体重68kg。B型。
趣味：昼寝　特技：ざこ寝　好物：肉　苦物：苦いの
天真爛漫で破天荒な性格。軽やかな身のこなしで体術に優れており、あっという間に数十人の囚人を倒してしまうほど強い。得物は鉄扇。
かつては「犲」に所属していたが、ある時弟を庇って大怪我を負い、その際に新政府の隠密化学部が開発していた「大蛇細胞」を含んだ新薬により奇跡的に回復。しかしこれにより自身が「大蛇細胞」に侵されつつあるのを知り、隊を抜ける。細胞に侵されて死ぬまでの残された時間を弟たちとともに過ごそうとしていたが、器の影響で身体には鱗が現れ始めていて、弟たちがこれを知ると「獄門処への侵入罪」を被り「国と兄弟を守る」ために刑死（事実上の自殺）を選ぶ。
曇 空丸（くもう そらまる）
声 - 梶裕貴 / 演（舞） - 佐野岳 → 植田圭輔　/ 演（映) - 中山優馬
三兄弟の次男。5月5日生まれ。16歳。身長165cm。体重53kg。A型。
趣味：散歩　特技：料理　好物：煮物　苦物：特になし
真面目で努力家であるが、自由な兄弟たちに振り回される苦労人。神経質。得物は曇家の宝刀。
曇家の家事を一手に担う。学校には通っておらず、独学で勉強している。
「兄のように強くなりたい」と蒼世に弟子入りを志願。最初は断られるが獄門処に潜入し、獄門処の囚人が集めているアヘンの情報を持って帰ってきたことで了承される。
曇 宙太郎（くもう ちゅうたろう）
声 - 代永翼 /  演（舞） - 百瀬朔 / 演（映）- 若山耀人
三兄弟の三男。12月12日生まれ。12歳。身長145cm。体重37kg。AB型。
趣味：虫集め　特技：短距離走　好物：金平糖　苦物：納豆、オクラ、山芋
天火のことが大好き。家に住み着いたタヌキを「ゲロ吉」と名づけて可愛がっている。
天火を「天兄」、空丸を「空兄」と呼んでいる。天火の言うことなら、どんな無理難題でも素直に聞き入れ、必ず実行する。足が速い。語尾に「っス」を付けることが多い。

### 曇家
曇 大湖（くもう たいこ）
声 - 藤原啓治（テレビアニメ）、大川透（劇場版）
天火たち三兄弟の父。物語開始時点で既に故人。享年36歳。4月4日生まれ。身長：178cm　体重：66kg　血液：B型
趣味:鍛錬　好物:妻子　苦物:賄賂
曇家の婿養子。犲の師範で蒼世の師匠でもあった。
曇 小雪 （くもう こゆき）
声 - 折笠富美子（劇場版）
天火たち三兄弟の母。物語開始時点で既に故人。大湖と共に殺害された。
曇 景光（くもう かげみつ）
声 - 岸尾だいすけ
曇家初代当主。『泡沫に笑う』に登場。関西弁らしき言葉で喋る。
ぽこ
声 - 田中あいみ
景光が飼っているタヌキで、ゲロ吉にそっくり。有事の際には巨大化し、彼の使い魔となる。空中を駆け回ることも可能。

### 犲
右大臣直属部隊。「大蛇の器」の発見と破壊を目的とする。
安倍 蒼世（あべの そうせい）
声 - 鳥海浩輔（幼少期 - 空見ゆき） /  演（舞）- 細貝圭　/ 演（映） - 古川雄輝
年齢：24歳　身長：174cm　体重：59kg　血液：A型　生誕：10月25日
趣味：切手集め　好物：からしレンコン　苦物：無駄なもの、わさび
「犲」の隊長。一度決めたことは変えようとしない、頑固な性格。
安倍家の跡取りだったが家族と引き離されており、不憫に思った大湖によって「犲」に引き入れられた。かつての相棒でありながら「犲」を抜けた天火を許しておらず、冷淡な態度を取る。
佐々木 妃子（ささき きーこ）
声 - 大原さやか / 演（舞） - 高畑こと美 → 入来茉里
年齢：24歳　身長：160cm　体重：50kg　血液：A型　生誕：3月27日
趣味：買い物　好物：果物　苦物：虫
紅一点。天火や蒼世とは部隊創設以来の顔なじみ。得物は2挺の回転式拳銃。
鷹峯 誠一郎（たかみね せいいちろう）
声 - 安元洋貴 / 演（舞） - 福井博章 / 演（映） - 大東駿介
年齢：36歳　身長：183cm　体重：80kg　血液：B型　生誕：8月22日
趣味：乾布摩擦　好物：そば、酒　苦物：子供
副隊長。酒好き。顔の傷は武田を庇った時についたもの。得物は両刃の大剣「斬馬刀」。
武田 楽鳥（たけだ らくちょう）
声 - 下野紘 / 演（舞） - 山本涼介 → 蒼山真人 / 演（映） - 市川知宏
年齢：19歳   身長：177cm　体重：64kg　血液：A型　生誕：9月8日　B94／W73／H92
趣味：読書　好物：魚料理　苦物：動物
3年前に「犲」に入隊。8歳の時、人質に取られた妹を助け出した「犲」に憧れ、入隊を志した。
鷹峯に日本酒と引き換えに稽古をつけてもらっている。
屍 千狼（シー チェンラン）
声 - 岩崎ひろし
清国の人物。仮面を被った小柄な老人。
芦屋 睦月（あしや むつき）
声 - 藤原祐規
年齢：27歳   身長：169cm   体重：60kg   血液：AB型   生誕：2月29日   趣味：ナンパ   好物：女の子   苦物：男、匂いのキツイもの
大陰陽師、芦屋の血を引く者。
普段は顔の下部を布で隠しているが、これを外すとより強力な術を含んだ語を発せられる。
犬飼 善蔵（いぬかい ぜんぞう）
声 - 藤原貴弘 /  演（舞） - 横山一敏 / 演（映） - 加治将樹
巨漢。素手で戦う。
永山 蓮（ながやま れん）
演（映） - 小関裕太
映画オリジナルキャラ。天火・蒼世の幼馴染で2丁拳銃の達人。
岩倉 具視（いわくら ともみ）
声 - 祐仙勇 /  演（舞） - 藤木孝 / 演（映） - 東山紀之
右大臣。「犲」を創設する。
その一方で政府ぐるみで「人工蛇」を研究しており、これより得られる「蛇細胞」により人の病気の治癒能力を高めようとしていた。

### その他
金城 白子（きんじょう しらす）
声 - 櫻井孝宏 /  演（舞） - 平間壮一 → 松田凌 / 演（映） - 桐山漣
曇神社の居候。4月1日生まれ。25歳。身長175cm。体重65kg。O型。
特技：菓子作り（中でもくず餅） 好物：甘味   苦物：なし
10年前、大怪我をしていたところを天火に助けられてから、曇家の面倒を見ている。「金城白子」は天火がつけた名。白子が教えてくれなかったのを根に持ったため天火が勝手につけた。「木造 黒子とどっちにしようか悩んだぜ！」の天火の一言に今の名で良かったと心底安堵している。
正体は忍 風魔一族10代目当主、風魔小太郎である。
ゲロ吉
声 - 田中あいみ
宙太郎が飼っているタヌキ。
ぽこと同じく、有事の際には巨大化し空中を駆け回れるようになるが、関係は不明。
牡丹（ぼたん）
声 - 佐藤利奈
表向きは宙太郎が通う学校の教師だが、その正体は大蛇の封印を目的とした安部家の式神。安部家の総力を結集して召還した為、式神の身ではあるが陰陽術が使える。三兄弟に協力を申し出る。
『泡沫に笑う』では、本編の600年前である鎌倉時代でも本編の時と変わらない姿で登場。封印に成功するたびに消滅する模様。
比良裏（ひらり）
声 - 鈴村健一
滋賀県警の警官。20歳。生まれつきの隻腕だが、西南戦争では警視隊に選ばれたほどの手練れ。
『泡沫に笑う』では、冒頭とラストで狂言回しとして登場。本編の600年前である鎌倉時代のことを、いつも見ている夢として回想する。
安倍比良裏（あべの ひらり）
比良裏の前世。『泡沫に笑う』に登場。安倍家の子である陰陽師だが陰陽術の才能が全く無く、自身を「安倍家の落ちこぼれ」と称する。景光と共に戦い、左腕を失いながらも大蛇封印に貢献する。不遇な修業時代から見守ってくれていた牡丹に惚れており、芦屋の軍団に追われていた彼女を助けるやすぐに求婚している。
錦（にしき）
声 - 能登麻美子 /  演（舞） - 仁藤萌乃
獄門処の看守。右半身が黒髪と黒目、左半身が白髪と紫の目なのが特徴（勤務時にはカツラで頭髪と左目を覆い隠している）。後に、空丸に迎えられ曇神社の居候となる。舞台版では錦はオリジナルキャラクターの町娘として登場する。菜々緒という姉がいた。
嘉神 直人（かがみ なおと）
声 - 三木眞一郎
年齢：36歳　身長：166cm　体重：44kg　血液：AB型　生誕：12月21日
趣味(目標)：殺神　好物：（魚介などの）内臓系　苦物：なっとう
元長州藩の士族で、過激な尊皇攘夷論者。「新政府に係わる者は全て殺す」と公言する殺人狂。
太田（おおた）
声 - 堂下勝気
天火の主治医。彼の体の秘密を知る者の1人。
土屋 ヤス（つちや ヤス）
声 - 祐仙勇
警官。曇三兄弟とは懇意の仲。
北村 秀夫（きたむら ひでお）
声 - 蜂須賀智隆
警官。土屋とコンビを組んでいる。
仮面の男
声 - 遊佐浩二 /  演（舞） - 小澤亮太
獄門処でアヘンを捌く、謎の男。狐の仮面で顔を隠している。右目の周りに火傷がある。
織田 千代長（おだ ちよなが）
声 - 松田健一郎 /  演（舞） - 兒玉宣勝
獄門処の看守長。
大木 喬任（おおき たかとう）
声 - 中西俊彦
司法卿。
佐々木清綱（ささき きよつな）
声 - てらそままさき
600年前の近江守護。『泡沫に笑う』に登場。
芦屋 満月（あしや まんげつ）
声 - 置鮎龍太郎
600年前の芦屋家当主。『泡沫に笑う』に登場。
友情出演
演（映） - ももいろクローバーZ
冒頭でカメオ出演。

## 用語
曇家

曇家の宝刀
曇家に先祖代々伝わる1対の小太刀で、刃に大蛇を封印するための術が宿っているという。本編では刃がすっかり錆びてしまっている。
大蛇（おろち）

蛇細胞

風魔一族
大蛇の眷属。白髪と紫の目が特徴。

## 曇天に笑う 外伝
「Beat's」（マッグガーデン）にて連載。本編の前日譚や後日談が描かれる内容。2014年に同社から『月刊コミックガーデン』が創刊され、同誌では同サイトの作品の一部が先行公開されることとなり、本作品もその1作として創刊号から連載が開始された。創刊号の表紙を本作品が担当している。同誌2017年7月号に完結。

## 煉獄に笑う
『曇天に笑う』の続編で、戦国時代を舞台に「曇家と大蛇の物語」を描いた作品。2013年12月24日に発売されたムック『時代活劇画伝―斬―ZAN』に第1話が収録。第2話以降は「Beat's」（マッグガーデン）にて、2014年1月より毎月25日更新で連載。『曇天に笑う 外伝』同様、2014年に同社から『月刊コミックガーデン』が創刊され、同誌では同サイトの作品の一部が先行公開されることとなり、本作品もその1作として連載を開始。2022年5月号にて完結し、それを記念して同号では作者の唐々煙によるコメントとインタビューを掲載している。
2021年8月にマッグガーデンのWebサイトの「MAGKAN」が3周年を迎えた際には、本作品を題材としたゲームが展開されている。

## 泡沫に笑う
唐々煙が『カウントダウン7days』の連載中に、『月刊コミックアヴァルス』2011年11月号より前後編を掲載。「安倍家の落ちこぼれ」と「女性との恋愛を描くバトルファンタジー」で、鎌倉時代の近江を舞台とした内容。同作の掲載後に『曇天に笑う』の連載が開始され、『曇天に笑う』の第1巻に前後編を収録。
その後、『月刊コミックガーデン』にて2018年12月号から2019年6月号まで短期集中連載された。短期集中連載では前後編から新たな描き下ろしエピソードを追加し、展開されている。『曇天に笑う』より600年前が舞台で、同作と『煉獄に笑う』につながるストーリーとなっており、比良裏と牡丹の話が描かれる。

## 書誌情報
- 唐々煙『曇天に笑う』 マッグガーデン〈アヴァルスコミックス〉、全6巻
  1. 2011年3月15日発売[26]、ISBN 978-4-86127-843-3
  2. 2011年10月15日発売[27]、ISBN 978-4-86127-910-2
  3. 2012年3月15日発売[28]、ISBN 978-4-86127-970-6
  4. 2012年10月15日発売[29]、ISBN 978-4-8000-0056-9
  5. 2013年5月15日発売[2][30]、ISBN 978-4-8000-0159-7
  6. 2013年8月12日発売[31]、ISBN 978-4-8000-0202-0
- 唐々煙 『曇天に笑う 外伝』マッグガーデン〈ビーツコミックス〉、全3巻
  1. 上巻 2014年5月14日発売[18][32]、ISBN 978-4-8000-0308-9
  2. 中巻 2015年5月30日発売[33][34]、ISBN 978-4-8000-0465-9
  3. 下巻 2017年3月14日発売[4][35]、ISBN 978-4-8000-0665-3
- 唐々煙 『煉獄に笑う』マッグガーデン〈ビーツコミックス〉、全14巻
  1. 2014年5月14日発売[18][36]、ISBN 978-4-8000-0307-2
  2. 2014年10月14日発売[37]、ISBN 978-4-8000-0371-3
  3. 2015年5月30日発売[33][38]、ISBN 978-4-8000-0464-2
  4. 2016年1月14日発売[39]、ISBN 978-4-8000-0531-1
  5. 2016年5月31日発売[40]、ISBN 978-4-8000-0583-0
  6. 2017年3月14日発売[4][41]、ISBN 978-4-8000-0664-6
  7. 2017年8月12日発売[42]、ISBN 978-4-8000-0711-7
  8. 2018年3月14日発売[43]、ISBN 978-4-8000-0754-4
  9. 2019年2月14日発売[44]、ISBN 978-4-8000-0832-9
  10. 2019年5月31日発売[25][45]、ISBN 978-4-8000-0863-3
  11. 2019年12月13日発売[46]、ISBN 978-4-8000-0926-5
  12. 2020年9月14日発売[47]、ISBN 978-4-8000-1016-2
  13. 2021年5月14日発売[48]、ISBN 978-4-8000-1092-6
  14. 2022年5月31日発売[49]、ISBN 978-4-8000-1209-8
- 唐々煙 『泡沫に笑う』マッグガーデン〈ビーツコミックス〉、全1巻
  1. 2019年5月31日発売[25][50]、ISBN 978-4-8000-0862-6

## テレビアニメ
2014年10月より12月まで日本テレビほかにて放送された。2017年12月には『外伝』の劇場アニメが公開された。詳細は劇場アニメの節を参照。

### スタッフ
- 原作 - 唐々煙（マッグガーデン刊）[8]
- 監督 - 原口浩[8]
- 監督補佐 - 松村樹里亜
- シリーズ構成 - 高橋悠也[8]
- キャラクターデザイン・総作画監督 - 牧孝雄[8]
- プロップデザイン - 丸山修二
- デザインワークス - 藤純
- 美術設定 - 松本吉勝[8]
- 美術監督 - 池ノ上由紀[8]
- 色彩設計 - 真壁源太[8]
- 撮影監督 - 工藤康史[8]
- 編集 - 小野寺絵美[8]
- 音響監督 - えのもとたかひろ[8]
- 音楽 - 福廣秀一朗[8]
- 音楽プロデューサー - 千石一成、渡辺一博
- 制作 - 田村徹、田村学、保坂嘉弘
- プロデューサー - 中谷敏夫、渡部智明、稲毛弘之、伊藤隼之介、細井駿介
- アニメーションプロデューサー - 中村陽介
- アニメーション制作 - 動画工房[8]
- 製作 - 「曇天に笑う」製作委員会[8]（日テレ、vap）

### 主題歌
「毘藍ノ風」
青木隆治によるオープニングテーマ。作詞は井筒日美、作曲はSyu、編曲は新屋豊。
「流転ノ陽」
青木隆治によるオープニングテーマ。作詞・作曲・編曲は同上。
「ATTITUDE TO LIFE」
Galneryusによるエンディングテーマ。作詞はSHO、作曲はSyu、編曲はYorimasa Hisatake & GALNERYUS。

### 各話リスト
| 話数     | サブタイトル         | 脚本           | 絵コンテ            | 演出                     | 作画監督 |
| -------- | -------------------- | -------------- | ------------------- | ------------------------ | --- |
| 第一話   | 三兄弟、曇天に立つ   | 高橋悠也       | 原口浩              | 原口浩 松村樹里亜        | 市原圭子、舘崎大 牧孝雄                                                                                           |
| 第二話   | 殺人鬼、曇天に嘲う   | 高橋悠也       | 千明孝一 原口浩     | 高田昌宏                 | 曾我篤史、丸山修二                                                                                                |
| 第三話   | 次男、監獄に潜る     | おかざきさとこ | 松村樹里亜          | 渡邉正彦                 | 大沢美奈、Seo Sun-young Lee Jeon-jong                                                                             |
| 第四話   | 風魔、監獄に忍ぶ     | おかざきさとこ | 博多正寿            | 則座誠                   | 市原圭子、伊藤大翼 小野和美、沓澤洋子 立口徳孝                                                                    |
| 第五話   | 天下、不穏に揺れる   | 高橋悠也       | 博多正寿            | 柳瀬雄之                 | 菊永千里 |
| 第六話   | 太陽、曇天に散る     | 高橋悠也       | セトウケンジ 原口浩 | セトウケンジ             | 熊田明子、中本尚 丸山修二                                                                                         |
| 第七話   | 泡沫に笑う           | 高橋悠也       | 高田昌宏 原口浩     | 高田昌宏                 | 曾我篤史、村上竜之介 久保茉莉子、伊藤大翼                                                                         |
| 第八話   | 少年、雨天に慟哭す   | おかざきさとこ | 松村樹里亜          | 松村樹里亜               | 伊勢奈央子、池田広明 平塚知哉、丸山修二 市原圭子、曾我篤史 立口徳孝、伊藤大翼 舘崎大、川上暢彦                    |
| 第九話   | 後継者、濁り空に立つ | おかざきさとこ | 吉川博明            | 渡邉正彦                 | 菊永千里、菊池政芳 海保仁美                                                                                       |
| 第十話   | 白き闇、裏に反る     | 高橋悠也       | 赤城博昭            | 赤城博昭                 | 大沢美奈、平塚知哉 浅利歩惟、Kim Gang-won Lee Seok-in、Kim Young-bum                                              |
| 第十一話 | 太陽、曇天に再炎     | 高橋悠也       | 篠原俊哉            | 則座誠                   | 曾我篤史、丸山修二 伊藤大翼、熊田明子 中本尚、市原圭子 Park Hye-ran                                               |
| 最終話   | 兄弟、太陽に集う     | 高橋悠也       | 博多正寿 原口浩     | 原口浩 深瀬重 松村樹里亜 | 市原圭子、丸山修二 平塚知哉、曾我篤史 伊藤大翼、伊勢奈央子 大沢美奈、菊永千里 菊池政芳、海保仁美 藤田真弓、牧孝雄 |

### 放送局
| 放送期間                      | 放送時間                     | 放送局     | 対象地域   | 備考                      |
| ----------------------------- | ---------------------------- | ---------- | ---------- | ------------------------- |
| 2014年10月4日 - 12月20日      | 土曜 1:58 - 2:28（金曜深夜） | 日本テレビ | 関東広域圏 | 製作委員会参加            |
| 2014年10月12日 -              | 日曜 23:30 - 月曜 0:00       | びわ湖放送 | 滋賀県     |                           |
| 2014年10月13日 - 12月29日     | 月曜 0:00 - 0:30（日曜深夜） | BS日テレ   | 日本全域   | BS放送                    |
| 2014年10月14日 -              | 火曜 22:30 - 23:00           | AT-X       | 日本全域   | CS放送 / リピート放送あり |
| 2014年10月15日 - 2015年1月7日 | 水曜 0:00 - 0:30（火曜深夜） | サンテレビ | 兵庫県     |                           |

| 配信開始日    | 配信時間                     | 配信サイト                       |
| ------------- | ---------------------------- | -------------------------------- |
| 2014年10月4日 | 土曜 0:00（金曜深夜） 更新   | 日テレオンデマンド               |
| 2014年10月5日 | 日曜 1:30 - 2:00（土曜深夜） | ニコニコ生放送                   |
|               | 日曜 2:00（土曜深夜）更新    | ニコニコチャンネル               |
|               | 日曜 12:00 更新              | バンダイチャンネル dアニメストア |

| 日本テレビ 土曜 1:58 - 2:28（金曜深夜）                              | 日本テレビ 土曜 1:58 - 2:28（金曜深夜）                    | 日本テレビ 土曜 1:58 - 2:28（金曜深夜）    |
| 前番組                                                               | 番組名                                                     | 次番組                                     |
| -------------------------------------------------------------------- | ---------------------------------------------------------- | ------------------------------------------ |
| NMB48 げいにん!!!3 （2014年7月5日 - 9月20日） - ここまでバラエティ枠 | 曇天に笑う （2014年10月4日 - 12月20日） - ここからアニメ枠 | デス・パレード （2015年1月10日 - 3月28日） |

### BD-BOX / DVD-BOX
| 巻 | 発売日        | 収録話         | 規格品番   | 規格品番   |
| 巻 | 発売日        | 収録話         | BD         | DVD        |
| -- | ------------- | -------------- | ---------- | ---------- |
| 上 | 2015年1月21日 | 第1話 - 第6話  | VPXY-72951 | VPBY-29916 |
| 下 | 2015年3月25日 | 第7話 - 第12話 | VPXY-72952 | VPBY-29917 |

## 舞台

### 曇天に笑う (舞台)
2015年2月21日から3月1日まで、天王洲銀河劇場にて公演（同年2月19日・20日にプレビュー公演を実施）。演出は菜月チョビ（劇団鹿殺し)、脚本は高橋悠也（QueenB）が担当。DVDが2015年5月13日にバップより発売された。
2016年5月27日から6月5日まで、キャストの一部を変更し、天王洲銀河劇場にて再演された。さらに同年6月10日・11日には大阪・梅田芸術劇場 シアター・ドラマシティでも公演が行われた。再演舞台を収録したDVDが2016年9月21日にバップより発売された。

#### キャスト（2015年）
- 曇天火 - 玉城裕規[54]
- 曇空丸 - 佐野岳[54]
- 曇宙太郎 - 百瀬朔[54]
- 安倍蒼世 - 細貝圭[54]
- 佐々木妃子 - 高畑こと美[54]
- 武田楽鳥 - 山本涼介[54]
- 犬飼善蔵 - 横山一敏[54]
- 鷹峯誠一郎 - 福井博章[54]
- 赤松一太郎 - 河野まさと[54]
- 青木弥二郎 - 荒牧慶彦[54]
- 織田千代長 - 兒玉宣勝[54]
- 錦 - 仁藤萌乃[54]
- 風魔小太郎 - 小澤亮太[54]
- 金城白子 - 平間壮一[54]
- 岩倉具視 - 藤木孝[54]

#### キャスト（2016年）
- 曇天火 - 玉城裕規[53]
- 曇空丸 - 植田圭輔[53]
- 曇宙太郎 - 百瀬朔[53]
- 安倍蒼世 - 細貝圭[53]
- 佐々木妃子 - 入来茉里[53]
- 武田楽鳥 - 蒼山真人[53]
- 犬飼善蔵 - 横山一敏[53]
- 鷹峯誠一郎 - 福井博章[53]
- 赤松一太郎 - 今奈良孝行[53]
- 青木弥二郎 - 秋元龍太朗[53]
- 織田千代長 - 兒玉宣勝[53]
- 錦 - 仁藤萌乃[53]
- 大吾 - 橘輝[53]
- 風魔小太郎 - 小澤亮太[53]
- 金城白子 - 松田凌[53]
- 岩倉具視 - 藤木孝[53]

主催：日本テレビ、ローソンチケット、バップ、銀河劇場

### 煉󠄁獄に笑う (舞台)
2017年8月24日から9月3日までサンシャイン劇場にて、9月8日から9月10日まで森ノ宮ピロティホールにて上演。脚本・演出は西田大輔。
2018年2月7日に公演DVDが東映ビデオ株式会社より、サウンドトラックCDがエイベックス・エンタテインメントより発売。
主催：東映、エイベックス・エンタテインメント、テレビ朝日
主なキャスト
- 石田佐吉 - 鈴木拡樹
- 曇芭恋 - 崎山つばさ
- 曇阿国 - 前島亜美
- 百地海臣 - 小野健斗
- 百地一波 - 納谷健
- 百地獅々丸 - 碕理人
- 百地鈴太郎 - 林田航平
- 百地亜瑚 - 釣本南
- 百地桜花 - 山下聖菜
- 羽柴秀吉 - 村田洋二郎
- 百地浯衛門 - 平塚真介
- 百地秋水 - 東慶介
- 島左近 - 中村誠治郎
- 芦屋弓月 - 浅田舞
- 百地丹波 - 吉野圭吾 / 角川裕明（Wキャスト）

スタッフ
- 原作 - 唐々煙「煉󠄁獄に笑う」（月刊コミック ガーデン刊）
- テーマソング：和楽器バンド「雪よ舞い散れ其方に向けて」
- 挿入歌：
  - 「月花夜」崎山つばさ with 桜men
  - 「曇まぼろし」新良エツ子

- 音楽：和田俊輔
- 美術：中西紀恵
- 照明：柏倉淳一
- 音響：戸田雄樹
- 衣裳：ヨシダミホ

## 実写映画
同名タイトルの実写映画作品が、2018年3月21日に公開された。主演は福士蒼汰、監督は本広克行。
本広が総監督を務めたアニメ『PSYCHO-PASS サイコパス』から、同作で主人公役を務めた声優の関智一と監督を務めたアニメ監督の塩谷直義が、看守役としてカメオ出演している。
スピンオフドラマ「天火、ヤマイヌ（犲）やめるってさ」の製作とAbemaTVにて配信する。

### キャスト（映画）
映画オリジナルキャラクター
永山 蓮
演 - 小関裕太
迅影（はやかげ）
演 - 池田純矢
霧生（きりゅう）
演 - 若葉竜也
雷牙（らいが）
演 - 奥野瑛太

### スタッフ（映画）
- 原作 - 唐々煙『曇天に笑う』（マッグガーデン刊）
- 監督 - 本広克行
- 脚本 - 高橋悠也
- 音楽 - 菅野祐悟
- 主題歌 - サカナクション「陽炎」（NF Records  / ビクターエンタテインメント）
- 製作総指揮 - 大角正
- エグゼクティブ・プロデューサー - 吉田繁暁
- プロデューサー - 池田史嗣、森谷雄
- 企画 - 石塚慶生、寺西史
- 監督補 - 木村好克
- 助監督 - 山本透
- ラインプロデューサー - 的場明日香
- プロダクション統括 - 阿部智大
- 撮影 - 神田創
- 照明 - 加瀬弘行
- 録音 - 加来昭彦
- 美術 - 禪洲幸久
- 装飾 - 鈴木仁
- 特殊造形プロデューサー - 西村喜廣
- 衣装統括 - 能澤宏明
- ヘアメイク - 吉野節子、五十嵐良恵
- アクション監督 - 小池達朗
- VFXプロデューサー - 大萩真司
- 編集 - 岸野由佳子
- サウンドデザイン - 大河原将
- キャスティング - 杉山麻衣
- 制作担当 - 高橋輝光、堀田剛史
- プロデューサー補 - 西麻美、森本友里恵
- 音楽プロデューサー - 高石真美
- 宣伝プロデューサー - 清宮礼子
- 制作プロダクション - 松竹撮影所、アットムービー
- 制作協力 - 松竹映像センター
- 企画協力 - Production I.G / Queen-B
- 企画・制作・配給 - 松竹
- 製作 - 映画「曇天に笑う」製作委員会（松竹、木下グループホールディングス、電通、Production I.G、東急レクリエーション、アットムービー）

## 劇場アニメ
外伝を原作とした3部作。いずれも劇場で２週間限定公開。
- 前篇（第1部）『曇天に笑う〈外伝〉 〜決別、犲の誓い〜』公開日：2017年12月2日
- 中篇（第2部）『曇天に笑う〈外伝〉 〜宿命、双頭の風魔〜』公開日：2018年6月9日
- 後篇（第3部）『曇天に笑う〈外伝〉 〜桜華、天望の架橋〜』公開日：2018年9月1日

メインキャストはテレビアニメから続投するが、スタッフは刷新されており、制作はWIT STUDIOが、配給は実写映画と同様に松竹がそれぞれ担当する。

### スタッフ（劇場アニメ）
- 原作 - 唐々煙（マッグガーデン刊）[60]
- 監督 - 若野哲也[60]
- 助監督 - 江副仁美[60]
- シリーズ構成 - 梅原英司[60]
- キャラクターデザイン・総作画監督 - 田中紀衣[60]
- プロップデザイン - 藤崎賢二、浅沼信也[60]
- アクション作画監督 - 宇佐美皓一[60]
- 色彩設計 - 木幡美雪[60]
- 撮影監督 - 今泉秀樹[60]
- 音楽 - やまだ豊[60]
- 音楽制作 - 松竹音楽出版[60]
- 音響監督 - はたしょう二[60]
- アニメーション制作 - WIT STUDIO[60]
- 製作 - 曇天に笑う外伝製作委員会[60]
- 配給 - 松竹

### 各話リスト
| 話数 | サブタイトル     | 脚本              | 絵コンテ                 | 演出                                         | 作画監督 | 総作画監督               | 放送日         |
| ---- | ---------------- | ----------------- | ------------------------ | -------------------------------------------- | --- | ------------------------ | -------------- |
| 前篇 | 決別、犲の誓い   | 梅原英司          | 若野哲也 添草恵          | 若野哲也 江副仁美                            | 藤崎賢二 鈴木奈都子 胡拓磨 野崎真一 市川敬三                                                                    | 田中紀衣                 | 2017年 12月2日 |
| 中篇 | 宿命、双頭の風魔 | 梅原英司 河口友美 | 若野哲也                 | 若野哲也 江副仁美 青柳隆平 相浦和也          | 升谷由紀 伊藤珠美 下條祐未 岡本達明 管振宇 李少雷 市川敬三 永田正美                                             | 田中紀衣                 | 2018年 6月9日  |
| 後篇 | 桜華、天望の架橋 | 梅原英司 河口友美 | 若野哲也 川畑喬 田中孝行 | 若野哲也 高橋賢仁 江副仁美 久保雄介 武市直子 | 升谷由紀 伊藤珠美 下條祐未 岡本達明 川﨑玲奈 西原恵利香 皆川愛香利 永田正美 田中志穂 浪上悠里 日向正樹 三橋桜子 | 田中紀衣 山下恵 津幡佳明 | 2018年 9月1日  |

## イベント
2014年5月2日より、『曇天に笑う 外伝』の上巻と『煉獄に笑う』の第1巻の発売を記念し、2作と黒乃奈々絵の『PEACE MAKER 鐵』が合同で原画展を開催。アニメガ新宿店、有隣堂横浜駅西口コミック王国、有隣堂厚木店で原画の展示が行われた。
2015年8月26日から31日まで東京都の池袋サンシャインシティにて、『曇天に笑う』の原画展を開催。『曇天に笑う 外伝』や『煉獄に笑う』の原画も展示。
2017年12月23日から2018年1月8日まで、池袋サンシャインシティにて『煉獄に笑う』の展覧会「煉獄に笑う 〜舞台×原作〜展」を開催。漫画の原画、舞台の衣装や小道具、稽古場写真が展示された。同年8月開催の「テレビ朝日・六本木ヒルズ 夏祭り SUMMER STATION」でも、同作の舞台のイベント「舞台『煉獄に笑う』中間報告会」が展開され、展覧会ではその映像が上映された。
2020年10月31日から2021年2月28日まで、『煉獄に笑う』と滋賀県大津市、甲賀市、近江八幡市、愛荘町、長浜市によるコラボレートが行われ、「『戦国に笑う』観光キャンペーン」を開催。同作の明智光秀、百地丹波、織田信長、曇阿国、国友藤兵衛が描きおろされたポスターにより、「それぞれ繋がりのある市町をPR」している。